# 2025年帕哈爾加姆襲擊
2025年4月22日，抵抗陣線的武装分子在印度查谟和克什米尔地区的拜萨兰谷向一群游客开火。事件造成至少28人死亡，20多人受伤。

## 背景
1989年，查谟和克什米尔地区爆发武装叛乱，自此一直持续，但近年来暴力事件已大幅减少。2019年，印度取消查谟和克什米尔邦的特殊地位，将该邦划分为两个联邦属地——查谟和克什米尔和拉达克。此举授权地方当局向之前不符合资格的人发放居住身份，允许他们在相關具争议的领土上购买土地和工作。 4月10日，财政部长透露，过去两年内已有8.3万人根据新规定获得了居住证。据《福布斯》报道，克什米尔已经是世界上军事化程度最高的地区。
印度在取消该地区有限自治权后开始大规模镇压。这导致克什米尔争端以及与巴基斯坦关系恶化。印度在该地区永久驻扎约50万名安全人员。

## 襲擊
2025年4月22日下午2時50分左右，四至六名武装分子在印控克什米尔地区帕哈尔加姆附近的拜萨兰谷发动袭击。帕哈尔加姆是一处偏远的旅游景点，可步行或骑小马到达。武装分子使用了M4卡宾枪和AK-47步枪。该地区挤满游客，据幸存者称，身穿军装的枪手从附近的森林中出现并向人群开火。
袭击者询问受害者的姓名，并要求他们背诵「凱里麥」（清真言）。他们检查割礼情况，以识别并保护穆斯林，确保他们的目标是非穆斯林。 目击者拍摄的影片显示，现场人群恐慌，並有受伤受害者恳求帮助。一名妇女大声呼救她的丈夫，其他人则一动不动地躺在草地上。至少28人死亡，数人重伤。袭击消息传到地区总部后不久，紧急救援人员就抵达了现场。下午4時30分左右，两名重伤者被送往医院，其他人则被送往附近的医疗中心。其中部分人被直升机空运到斯利那加的一家军医院接受进一步治疗。
当地人也為受害者提供救助及庇护。当地小马驯马师协会的成员用小马和临时担架救出了大约11名受伤的游客。一名当地羊毛织物商人帶領來自恰蒂斯加尔邦的四戶家庭从袭击现场撤离到安全的地方。袭击发生期间，有司机收留受害者，確保其安全。
目击者称，大多数受害者都是男性，其中一名袭击者据称告诉一名妇女，她之所以能幸免于难，是因为她可以向总理纳伦德拉·莫迪“讲述恐怖事件”。多名受害者遭到近距离枪击，现场片段显示，部分受害者浑身是血，倒在地上，另有部分人在恳求帮助。
当地警方和印度军队在该地区展开联合警戒和搜查行动。警方出动直升机搜寻袭击者，并对帕哈尔加姆部分地区实施临时封锁。

## 伤亡
| 国籍   | 死亡 | 受伤 |
| ------ | ---- | ---- |
| 印度   | 26   | 20   |
| 阿联酋 | 1    |      |
| 尼泊尔 | 1    |      |
| 全部   | 28   | 20   |

至少28名平民在袭击中丧生，其中包括来自印度各地的24名印度游客（含两名来自查谟和克什米尔的当地人），以及两名来自尼泊尔和阿联酋的外国游客。
至少有20人受伤。 死者来自卡纳塔克邦、喀拉拉邦、马哈拉施特拉邦、奥里萨邦、古吉拉特邦、哈里亚纳邦、西孟加拉邦和北方邦，伤者来自古吉拉特邦、泰米尔纳德邦和马哈拉施特拉邦。伤亡人员包括一名26岁的印度海军军官和一名情报局官员。

## 责任
巴基斯坦虔誠軍和真主圣战者组织的附属组织“抵抗阵线”声称对此次袭击负责，并指责超过85,000名非克什米尔人定居此地，引發當地「人口结构变化」。 
印度指责巴基斯坦支持袭击者，但巴基斯坦否认了这一指控。巴基斯坦政府声称此次襲擊是印度政府为抹黑克什米尔解放运动而策划的假旗行动。

## 回應
印度总理纳伦德拉·莫迪缩短对沙特阿拉伯的访问，并表示要將肇事者绳之以法，强调印度打击恐怖主义的决心。印度内政部长前往斯利那加评估局势并协调安全应对措施。印度财政和企业事务部长尼尔玛拉·西塔拉曼缩短了对美国和秘鲁的正式访问。安全部队展开搜捕，以逮捕肇事者，并设立热线电话为受影响的游客提供帮助。
4月23日，印度陆军有限度批准北極星直升機执行反恐行动。印度當局逮捕了约1900名克什米尔人。
印控克什米尔多地举行示威活动，谴责此次袭击，其中一些在查谟的抗議活動将矛头指向巴基斯坦。
截至4月27日，巴基斯坦和印度军方连续三晚在克什米尔地区交火。

### 调查
国家调查局于4月23日访问现场后，就袭击事件展开调查。
安全机构公布参与袭击的三名武装分子的素描，并表示他们都与虔诚军有联系，其中至少两人据信是外国人。情报机构认定，虔诚军高级指挥官赛义夫拉·卡苏里（Saifullah Kasuri；别名Khalid）是此次襲擊的主谋。

## 冲突

### 印度
袭击发生后印度宣布暂停印度河水协定，一度完全切断对巴基斯坦的供水，同时关闭两国间主要陆地边境口岸。印度外交大臣苏杰生还宣布，降低与巴基斯坦的关系级别，驻新德里的巴基斯坦高級專員公署的国防、陆军、海军和空军顾问被宣布为“不受欢迎的人”，限期一周内离开印度。自4月27日起，所有签发给巴基斯坦国民的现有有效签证将被吊销；所有签发给巴基斯坦公民的医疗签证的有效期也将只到4月29日；所有目前在印度的巴基斯坦人都必须根据修改后的时间表，在签证到期前离境。印度还撤回驻伊斯兰堡印度高級專員的国防、海军和空军顾问，並且对所有巴基斯坦航班关闭领空。

### 巴基斯坦
4月24日，作为印度外交行动的回应，巴基斯坦方面宣布，即日起关闭领空，不允许所有印度拥有或印度运营的航空公司航班通行。暂停与印度的一切贸易，包括通过巴基斯坦与任何第三国之间的间接贸易。并取消向印度公民签发的所有南亚区域合作联盟免签计划（SVES）签证，部分宗教人士除外。目前持该签证在巴基斯坦的印度公民（部分宗教人士除外）必须在48小时内离境。巴基斯坦方还宣布印度驻巴国防、海军和空军顾问为“不受欢迎人物”，要求4月30日前离境。自4月30日起，巴基斯坦规定印度驻巴高级专员公署的人员规模包括外交官及工作人员限制为30人。同時巴基斯坦退出西姆拉协议。